# 魔域幻境之浴血戰場3
《魔域幻境之浴血戰場3》是由Epic Games所開發的第一人稱射擊遊戲，是繼魔域幻境II之後的新一代魔域幻境遊戲，由Midway Games於2007年11月19日發行PC Windows版本，PS3版則在2007年12月10日發行，Mac OS X與XBox 360的版本則將在2008年發售。
《魔域幻境之浴血戰場3》是浴血戰場系列的第四套遊戲，也是魔域幻境系列的第八套，《魔域幻境之浴血戰場》使用魔域幻境引擎（Unreal Engine 1.0），而《魔域幻境之浴血戰場2003》（UT2003）及《魔域幻境之浴血戰場2004》（UT2004）使用魔域幻境引擎2（Unreal Engine 2.0），本遊戲則使用魔域幻境引擎3（Unreal Engine 3.0），因為UT2004大量地重複使用UT2003的內容與架構，所以UT3應該被歸為本系列的第三代遊戲。

## 遊戲方式
和前作相同，遊戲內容主要著重在多人連線的部份，提供了多種模式讓玩家選擇，而玩家也可以選擇離線狀態的單人模式，包含劇情模式。遊戲中包含了多種遊戲模式：
- 死鬥（Deathmatch）：殺死所有其他的玩家，每殺一名玩家可獲得一分，結束時以最高分為獲勝者。
- 團隊死鬥（Team Deathmatch）：將玩家分成藍隊和紅隊，每殺一名敵對玩家可得一分，結束時以總分高的一方獲勝。
- 搶旗（Capture The Flag）：將對方的旗幟搶回自己基地裡的旗幟旁。
- 決鬥（Duel）：一對一的決鬥，遊戲採順序制，贏家在戰場上留下，輸家則退到決鬥名單的最後一位。
- 戰爭（Warfare）：和前作的Onslaught模式相同，但融合了Assault模式，玩家必須透過控制地圖上連結的節點（PowerNode），最後攻擊對方的核心（PowerCore）。地圖上還有些節點可以用來提供控制方載具，或是倒數節點（Countdown Node），在倒數計時完成後可以生產特殊載具或是直接傷害對方的核心。遊戲中也包含了一個名為orb的圓球物體，帶著它的人可以瞬間搶下一個據點或用它來防守據點。
- 載具搶旗（Vehicle Capture the Flag）：玩法和搶旗模式完全相同，但增加了載具進入戰局。

前作UT2004所擁有的Invasion、Mutant、Bombing Run、Last Man Standing、Double Domination和Assault六種模式在UT3中被移除了。其中Assault模式在遊戲開發中被取消，因為遊戲引擎的功能可以讓玩家自行創建出類似前作Assault模式的地圖，但遊戲無法創造出具有時間限制的任務和「進攻方」及「防守方」的設置。
魔域幻境之浴血戰場3中的武器和2004相似，例如高射加農砲（Flak Cannon）和連結槍（Link Gun），UT2003/2004中的突擊步槍（Assault Rifle）和盾槍（Shield Gun）分別被UT99中的執法者（Enforce）和衝擊槌（Impact Hammer）所取代，機槍（Minigun）被取代為魔域幻境系列的Tarydium Stinger，Tarydium Stinger具有兩種發射模式，滑鼠左鍵發射出的子彈殺傷力較低，但子彈不具有飛行時間的限制，而右鍵發射出的子彈射速較慢，單發殺傷力較高，且具有子彈飛行時間。遊戲中的殺敵獎勵和UT2004相同，除了連續殺敵的獎勵（Double Kill、Multi Kill、Mega Kill……）外，若玩家使用相同武器或是同一種開火模式連續殺死15名敵人，還可獲得下列各種獎勵：JackHammer、Gun Slinger、Bio Hazard、Combo King、Shaft Master、Blue Streak、Flak Master、Rocket Scientist、Head Hunter和Big Game Hunter。
《魔域幻境之浴血戰場3》的載具被分為兩類型，分別是Axon載具（由Axon公司所生產）和Necris載具。Axon載具與UT2004的載具相同，還包括了UT2004的ECE（Editor's Choice Edition）新增的三樣載具。此外，每名玩家還具備一個滑板供玩家在大型地圖做快速移動，載具同時也可以拖著其他玩家的滑板，使用滑板時玩家是沒有任何攻擊能力的，被擊中時也會立刻倒地並會失去行動能力數秒鐘的時間。

## 相關条目
- 支持DirectX 10游戏列表

## 外部連結
- UT3官方網站
- 中国虚幻竞技场大联盟網站 （页面存档备份，存于）
- UT3官方討論區